# Un endroit comme un autre
Pour plus de détails, voir Fiche technique et Distribution.
Un endroit comme un autre (Nowhere special) est un film d'Uberto Pasolini, sorti en 2020.

## Synopsis
L'action se déroule en Irlande du Nord. John, un laveur de vitres trentenaire, élève seul son fils Michael de 4 ans depuis que sa mère est rentrée en Russie sans laisser d'adresse. Souffrant d'une maladie mortelle et incurable, il souhaite choisir la famille adoptive idéale pour son petit garçon. Il rend visite, en compagnie de son enfant et de Shona, une employée des services sociaux, à plusieurs familles reconnues aptes à l'adoption. Ces familles, de classes sociales et de compositions très différentes, lui disent toutes avoir énormément d'amour à donner à son fils.  
Au fil des semaines, la maladie de John s'aggrave, et il est obligé d'arrêter son activité professionnelle. Michael comprend lentement ce qui est en train de se passer, et John trouve le courage et les mots pour lui parler de sa mort prochaine. Ils rencontrent une jeune femme célibataire, qui a toujours regretté d'avoir dû donner à l'adoption l'enfant qu'elle a eu lorsqu'elle était adolescente. Aujourd'hui stérile, elle souhaite ardemment adopter à son tour. C'est à elle que John décidera finalement de confier Michael.  

## Fiche technique
- Titre : Un endroit comme un autre
- Titre original : Nowhere special
- Réalisation : Uberto Pasolini
- Scénario : Uberto Pasolini
- Musique : Andrew Simon McAllister
- Décors : Patrick Creighton
- Costumes : Maggie Donnelly
- Photographie : Marius Panduru
- Montage : Masahiro Hirakubo, Saska Simpson
- Production : Uberto Pasolini, Roberto Sessa, Cristian Nicolescu
- Sociétés de production : Rai Cinema, Picomédia, Digital Cube, Avanpost
- Pays de production :  Italie  Royaume-Uni  Roumanie
- Langue originale : anglais
- Genre : drame
- Durée : 96 minutes
- Dates de sortie :  
  - Italie : 10 septembre 2020 (Festival international du film de Venise)
  - France : 8 décembre 2021

## Distribution
- James Norton : John
- Daniel Lamont : Michael
- Eileen O'Higgins : Shona
- Valerie O'Connor : Ella
- Laura Hughes : Mrs Parker
- Stella McCusker : Rosemary
- Carol Moore : Deirdre
- Valene Kane : Celia

## Production

### Genèse et développement
Le film est inspiré d'une histoire que le réalisateur a lu dans le Daily Mail.

## Sortie

### Accueil
En France, le site Allociné recense une moyenne des critiques presse de 3,4/5.

### Prix[3]
2020
Prix du Public, Valladolid Film Festival
2020
Prix du Public, Festival International du Film de Varsovie
2021
Prix du Public, Film by the Sea (Vlissingen, NL)